# Pablo Kinizsi
Pablo Kinizsi (en húngaro: Kinizsi Pál) (1431–24 de noviembre de 1494), comandante militar húngaro del siglo XV. Fue conocido por su extraordinaria fuerza y gran capacidad de coordinación militar, lo que lo convirtió en uno de los más grandes héroes húngaros.

## Biografía

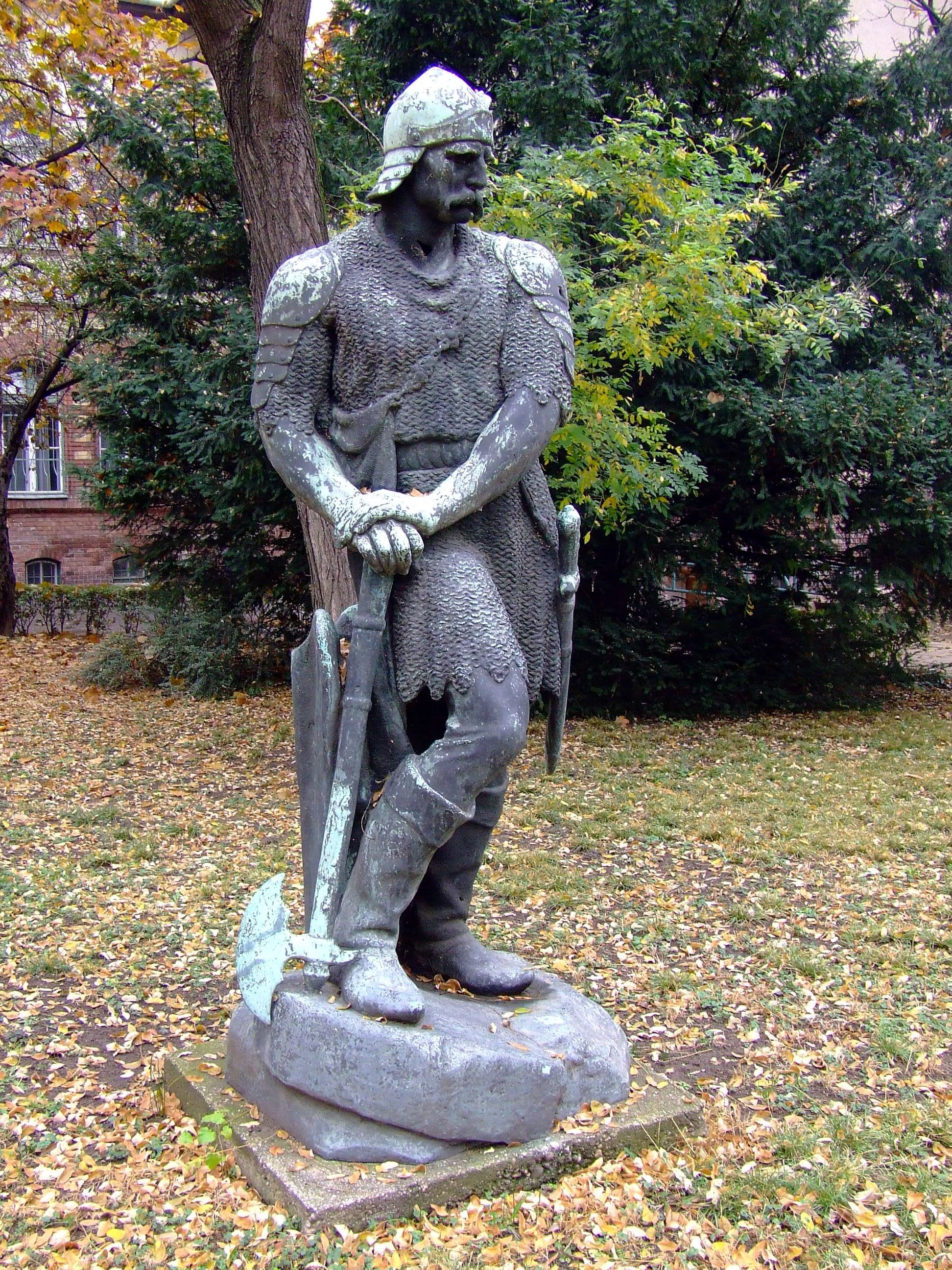
Estatua de Pablo Kinizsi en Budapest. Obra de János Pásztor.

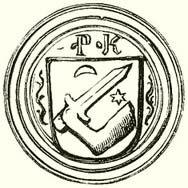
Sello de Pablo Kinizsi.

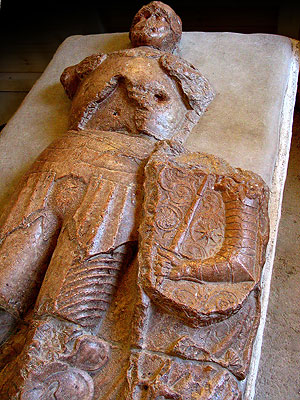
Tumba de Pablo Kinizsi en Nagyvázsony.

Kinizsi es mencionado por primera vez en un ordenamiento del rey húngaro Matías Corvino en 1467, donde el monarca se dirige a él como ispán de la provincia de Máramaros del Reino de Hungría. Según la tradición, el padre de Kinizsi era un molinero de la provincia de Bihar, pero esto es meramente una leyenda. En realidad, los Kinizsi eran de origen serbio y el padre de Pablo ya había luchado junto al regente húngaro Juan Hunyadi contra los turcos otomanos invasores.
En 1468 es mencionado Pablo Kinizsi como uno de los comandantes del ejército húngaro bajo la dirección del noble Blas Magyar, en una campaña militar en Moravia. Por su gran lealtad, Kinizsi recibió en 1472 la ciudad de Vázsony y los territorios circundantes. A partir de este momento ésta fue conocida como la fortaleza Kinizsi, la cual fue transformada internamente en un lujoso palacio. En 1478 Kinizsi condujo a monjes paulinos a sus propiedades y los asentó, otorgándoles un monasterio y una iglesia que hizo construir para ellos.
La primera gran victoria de Kinizsi fue el 13 de octubre de 1479 en la batalla de Kenyérmező contra los turcos, donde arrasó con los invasores comandando las tropas húngaras junto con el voivoda de Transilvania Esteban Báthory de Somlya. Hacia 1480 tomó como esposa a Benigna Magyar, la hija de Blas Magyar, y ese mismo año recibió el castillo de Somló. De esta forma Kinizsi continuó aumentando su fama, y en 1481 el rey Matías le confió la protección de los límites meridionales del reino, obteniendo nuevamente victorias contra los turcos, como la de Szendrő en 1482.
Luego de la muerte del rey Matías en 1490, Kinizsi apoyó al nuevo pretendiente del trono Vladislao II de Hungría, y se enfrentó a Juan Corvino, el hijo ilegítimo del rey, al cual derrotó en el campo de batalla y persuadió para que no reclamase el trono húngaro. Aprovechando este momento de incertidumbre, en ese mismo año el emperador germánico Maximiliano I de Habsburgo ocupó el castillo y la ciudad de Nagyvázsony, el cual Kinizsi recuperó varios meses después.
En 1492 eliminó los restos del desmembrado Ejército Negro de Hungría, que alguna vez había servido al fallecido rey Matías. Al final de su vida nuevamente se vio forzado a luchar contra los turcos, y en 1494 salvó la ciudad de Belgrado de soldados traidores que querían entregarla a los turcos. Los traidores fueron torturados antes de ser ejecutados, y Kinizsi continuó luchando en Serbia y Bulgaria. Murió durante el asedio de Szendrő en 1494.

## Monumentos en su memoria
En la capilla del castillo de Nagyvázsony se puede ver su sarcófago tallado, donde fue colocado su cuerpo en el monasterio de los paulinos que protegió en vida. En 1708 fue profanado su sepulcro, y robaron su cota de malla, su yelmo y su mazo, los cuales fueron posteriormente recuperados y llevados al Museo Nacional Húngaro, donde aún se encuentran. 